# Bet365 Stadium
Bet365 Stadium, tidligere Britannia Stadium, er et stadion i Stoke-on-Trent i England, der hovedsageligt benyttes til fodbold. Stadionet er hjemmebane for Championship-klubben Stoke City, og har plads til 30.089 tilskuere. Det stod færdigt i 1997, hvor det erstattede Stoke's hidtidige hjemmebane Victoria Ground.